# Cinguloterebra pretiosa
Cinguloterebra pretiosa is een slakkensoort uit de familie van de Terebridae. De wetenschappelijke naam van de soort is voor het eerst geldig gepubliceerd in 1842 door Reeve.